# Lalung
Els tiwa o lalung són un poble del nord-est de l'Índia a Assam. Disposen d'un Consell Autònom però als darrers anys ha estat acusat de corrupció, d'augmentar els càrrecs retribuïts, i portar el nombre de membres de l'assemblea legislativa de 30 a 41 innecessàriament. El principal representant del poble és el Sadou Assam Tiwa Sanmilan (Associació Tiwa d'Assam, All-Assam Tiwa Association). El Front Nacional Revolucionari Tiwa és una organització que busca la independència a través de la lluita armada.